# Frascati Tokamak Upgrade
Frascati Tokamak Upgrade (FTU) — установка типу токамак, що працює в Лабораторії Фізики Плазми (Фраскаті, Італія) з 1990 року. Цей токамак дозволяє вивчати плазму при сильних магнітних полях та полях високої густини: FTU — це установка ядерного синтезу, що працює при найбільшому магнітному полі (8 Тл). Він дає можливість досліджувати плазму в умовах, недосяжних для інших установок.

## Технічні характеристики
| Характеристика             | Значення        |
| Зовнішній радіус плазми    | 0,935 м         |
| Внутрішній радіус плазми   | 0,30 м          |
| Тороїдальне магнітне поле  | 8 Тл            |
| Струм плазми               | 1,6 МА          |
| Об'єм плазми               | 1,6 м3          |
| Тривалість імпульсу        | 1,5 сек         |
| Енергія тороїдального поля | 160 МДж         |
| Енергія полоїдального поля | 200 МДж         |
| Повторюваність імпульсів   | 1 імпульс/20 хв |
| -------------------------- | --------------- |